# 新疆机电职业技术学院
新疆机电职业技术学院是位于中国新疆维吾尔自治区乌鲁木齐市的一所普通大专院校。它建立于1957年。